# Schaduwprijs
De Schaduwprijs is een literaire aanmoedigingsprijs, ingesteld in 1997 door het Genootschap van Nederlandstalige Misdaadauteurs, die jaarlijks eind mei wordt uitgereikt aan de auteur van het spannendste Nederlandstalige debuut. Uitsluitend fictiewerk wordt bekroond; verhalenbundels worden niet meegeteld. De winnaar of winnares ontvangt een geldbedrag (1.000 euro in 2020)  en een zeefdruk, in de jaren 1997 t/m 2012 van Dick Bruna, vanaf 2013 van Daan Jippes. Tegelijk met de Schaduwprijs wordt ook de Gouden Strop, de prijs van de beste (oorspronkelijk) Nederlandstalige spannende roman, uitgereikt. Debutanten kunnen voor beide prijzen genomineerd worden.
De prijs is vernoemd naar De Schaduw, de legendarische hoofdpersoon uit de detectiveromans van Havank.

## Winnaars
- 1997 - Corine Kisling voor Satan in de polder
- 1998 - Ed Sanders voor De frontrunners
- 1999 - West en Waterman voor De medicijnmakers
- 2000 - Gerry Sajet voor Schoon schip
- 2001 - Annemarie van Gelder voor De Ezelsbrug
- 2002 - Herman Vemde voor Basuko
- 2003 - Bavo Dhooge voor SMAK
- 2004 - Freddy Michiels voor Het Hollywood complot
- 2005 - Roué Hupsel voor Blinde muren
- 2006 - Tupla Mourits voor Vrouwelijk naakt
- 2007 - Eva Maria Staal voor Probeer het mortuarium
- 2008 - Derwent Christmas voor Twee tranen
- 2009 - Erik van Vliet voor Het Bonobo Alternatief
- 2010 - Bram Dehouck voor De minzame moordenaar
- 2011 - Linda Jansma voor Caleidoscoop
- 2012 - Kevin Valgaeren voor De Ziener
- 2013 - Walter Lucius voor De vlinder en de storm
- 2014 - Donald Nolet voor Versleuteld
- 2015 - René van Rijckevorsel voor Tunis
- 2016 - Max van Olden voor Lieve edelachtbare
- 2017 - Jan Van der Cruysse voor Bling bling
- 2018 - Eva Keuris voor Over het spoor
- 2019 - Erik Betten voor Quarantaine
- 2020 - Bettie Elias voor Het tuinfeest
- 2021 - Floris Kleijne voor Klaverblad
- 2022 - Bas Haan voor Lenoir
- 2023 - Geen prijs toegekend, vanwege een te gering aantal inzendingen
- 2024 - Lex Noteboom voor De man met duizend gezichten
- 2025 - Geen prijs toegekend, wegens slechte redactie van de enige kanshebber.[1]